# Plaveč (stacja kolejowa)
Plaveč – stacja kolejowa w miejscowości Pławiec (słow. Plaveč), w kraju preszowskim, na Słowacji.
Do 21 grudnia 2007 r. (wejście w życie układu z Schengen) stanowiła stację graniczną i odbywały się tu kontrole graniczne. Obecnie ruch transgraniczny jest wstrzymany. Stacja ma połączenie z Polską (stacja Leluchów) oraz z dwiema słowackimi liniami: 188 do Koszyc oraz 185 do Popradu.
Na stacji znajduje się czynna lokomotywownia.